# 杉本盛
杉本 盛（すぎもと のぼる、1914年（大正3年）4月6日 - 生没不明）は、昭和時代の競泳選手。

## 経歴
高知県に生まれる。日本大学在学中、1932年ロサンゼルスオリンピックに競泳日本代表として男子400m自由形に出場し5位に入賞した。